# Ghost in the Shell (film din 2017)
Suflet și piese de schimb (titlu original: Ghost in the Shell) este un film american SF de acțiune din 2017 regizat de Rupert Sanders. Scenariul este scris de Jamie Moss, William Wheeler și Ehren Kruger și se bazează pe un manga omonim japonez de Masamune Shirow.  Rolurile principale au fost interpretate de actorii Scarlett Johansson, Takeshi Kitano, Michael Pitt, Pilou Asbæk, Chin Han și Juliette Binoche.

## Prezentare
Amplasat într-un viitor apropiat, când linia de demarcație dintre oameni și roboți începe să dispară, filmul o prezintă pe Maiorul (Johansson), un super-soldat cyborg, care tânjește să afle care este trecutul ei. 

## Distribuție
- Scarlett Johansson -  Maiorul
  - Kaori Yamamoto - tânăra Motoko Kusanagi[15]
- Takeshi Kitano - Daisuke Aramaki
- Michael Pitt - Hideo Kuze[16]
- Pilou Asbæk - Batou
- Chin Han - Togusa
- Juliette Binoche - Dr. Ouelet[17]
- Peter Ferdinando - Cutter, Hanka Robotics' CEO
- Kaori Momoi - mama lui Motoko
- Lasarus Ratuere - Carlos Ishikawa
- Danusia Samal - Ladriya
- Yutaka Izumihara - Saito
- Tawanda Manyimo - Borma
- Anamaria Marinca - Dr. Dahlin, Hanka Robotics' Section 9 consultant
- Michael Wincott - Dr. Osmund (nemenționat)
- Rila Fukushima - un robot geisha
- Pete Teo - Tony
- Yuta Kazama - Data Host
- Christopher Obi - Ambasador John Kipling
- Tricky (scene șterse)[18]

În versiunea dublată în limba japoneză,  Atsuko Tanaka, Akio Otsuka și Koichi Yamadera au reprimit rolurile lor interpretate în filmele originale ale lui  Mamoru Oshii și în serialul TV  Stand Alone Complex.

## Producție
Filmările au început la 1 februarie 2016, la Wellington, Noua Zeelandă. Cheltuielile de producție s-au ridicat la 110 milioane $.

## Primire
A avut încasări de 154 milioane $.